# NGC 3224
NGC 3224 ist eine elliptische Galaxie vom Hubble-Typ E2 im Sternbild Antlia am Südsternhimmel. Sie ist schätzungsweise 128 Millionen Lichtjahre von der Milchstraße entfernt und hat einen Durchmesser von etwa 70.000 Lj.

Im selben Himmelsareal befinden sich u. a. die Galaxien NGC 3223 und IC 2573.
Das Objekt wurde am 18. April 1835 von John Herschel entdeckt.